# Schloss Tambach

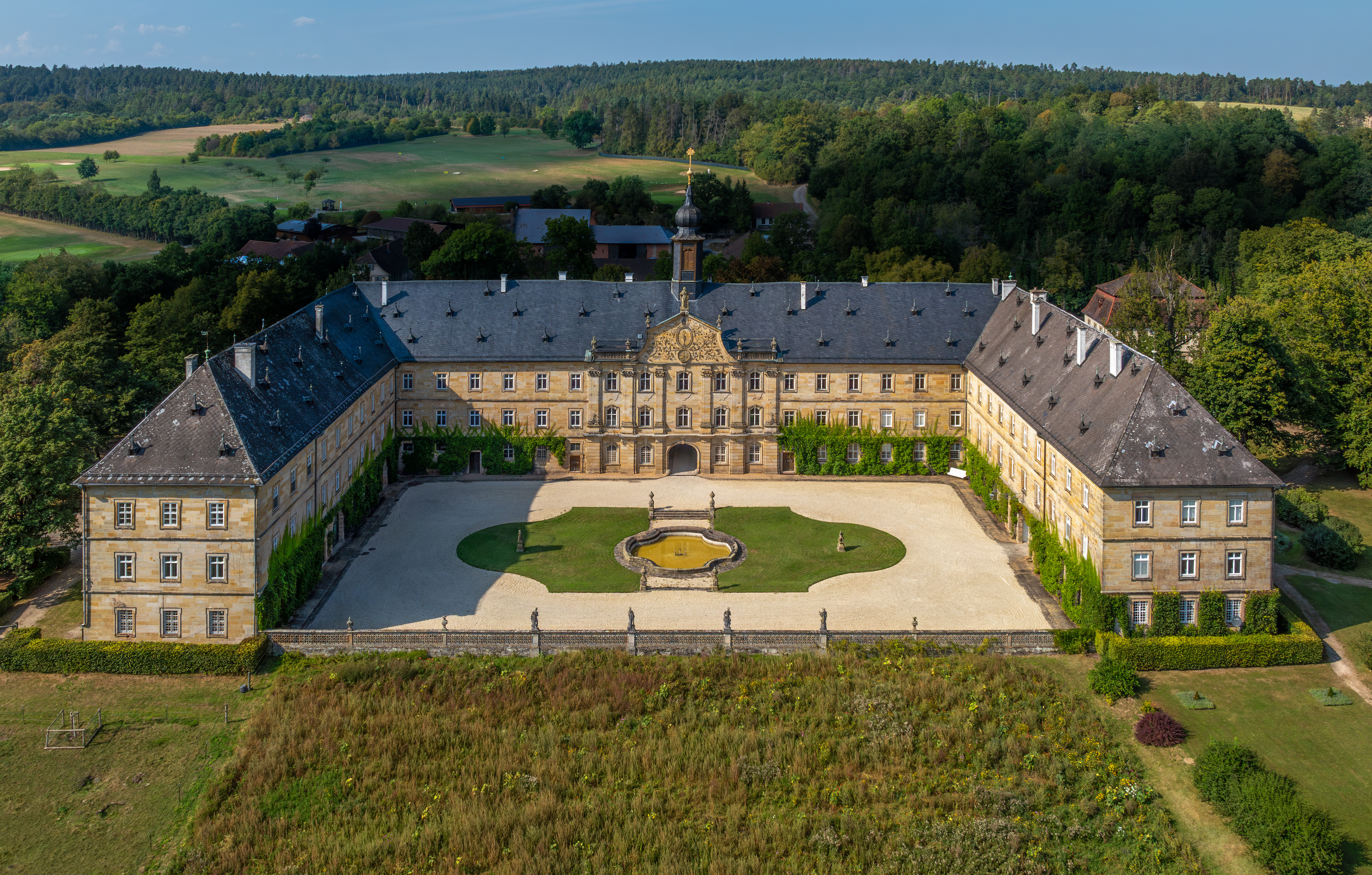
Schloss Tambach: Luftaufnahme

Das barocke Schloss Tambach ist der Ende des 17. Jahrhunderts als Sommerresidenz der Langheimer Äbte errichtete heutige Wohnsitz der Grafen zu Ortenburg. Die dreiflügelige Anlage mit angrenzendem Wildpark liegt im Ortsteil Tambach westlich der Gemeinde Weitramsdorf in der bayerischen Region Oberfranken-West an der Bundesstraße 303 Coburg–Schweinfurt, 11 Kilometer von Coburg entfernt.

## Geschichte

### Entstehung

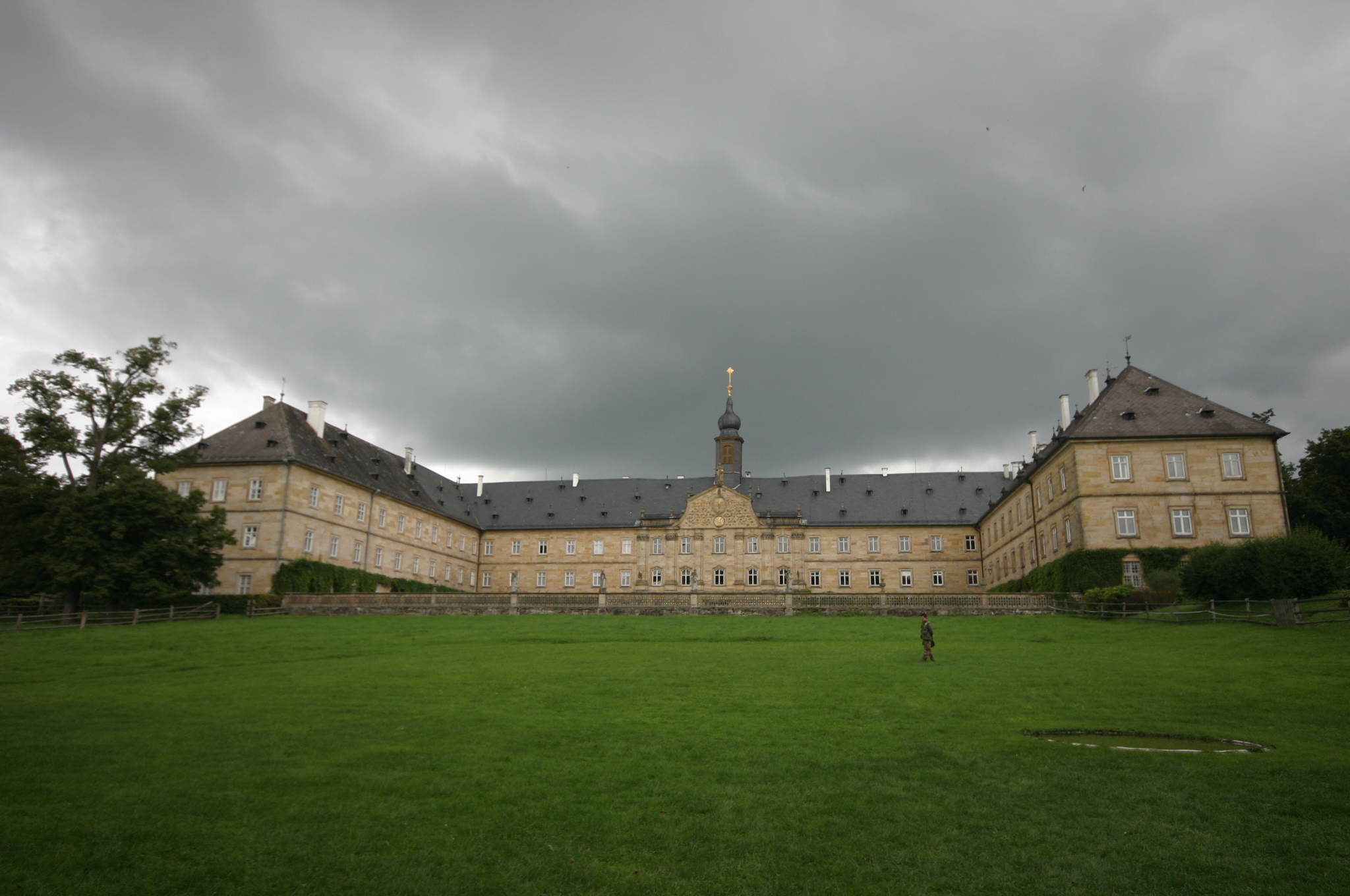
Gesamtansicht von Schloss Tambach

Der Ursprung von Schloss Tambach rührt von der Errichtung eines Klosterhofes im beginnenden 12. Jahrhundert nahe dem kleinen Ort Tambach her, dessen Name erstmals 1156 in einer Urkunde erschien. Knapp zwei Kilometer nordöstlich von Tambach befand sich bereits zu dieser Zeit in Altenhof eine Außenstelle des Zisterzienserklosters Langheim bei Lichtenfels, dessen Mönche in der Gegend des Klosterhofes Tambach schon lange Karpfenzucht betrieben und eine Kette von Teichen angelegt hatten, die heute noch bestehen. Der unmittelbar neben den Fischteichen errichtete Klosterhof entwickelte sich schneller als der ältere in Altenhof und stieg im 13. Jahrhundert zum Klosteramt auf, das rund 100 Jahre später die Niedere Gerichtsbarkeit und sogar die Hohe Gerichtsbarkeit zugesprochen bekam. An der Westseite des nunmehr schlossähnlichen Klosterhofes wurde eine Brauerei angebaut, in der die Zisterzienser-Mönche unter der Leitung eines nicht zum Kloster gehörenden Braumeisters, der seinen Wohnsitz zusammen mit dem Wildmeister im Forsthaus hatte, ihr eigenes Bier brauten.

### Zerstörung und Neubau

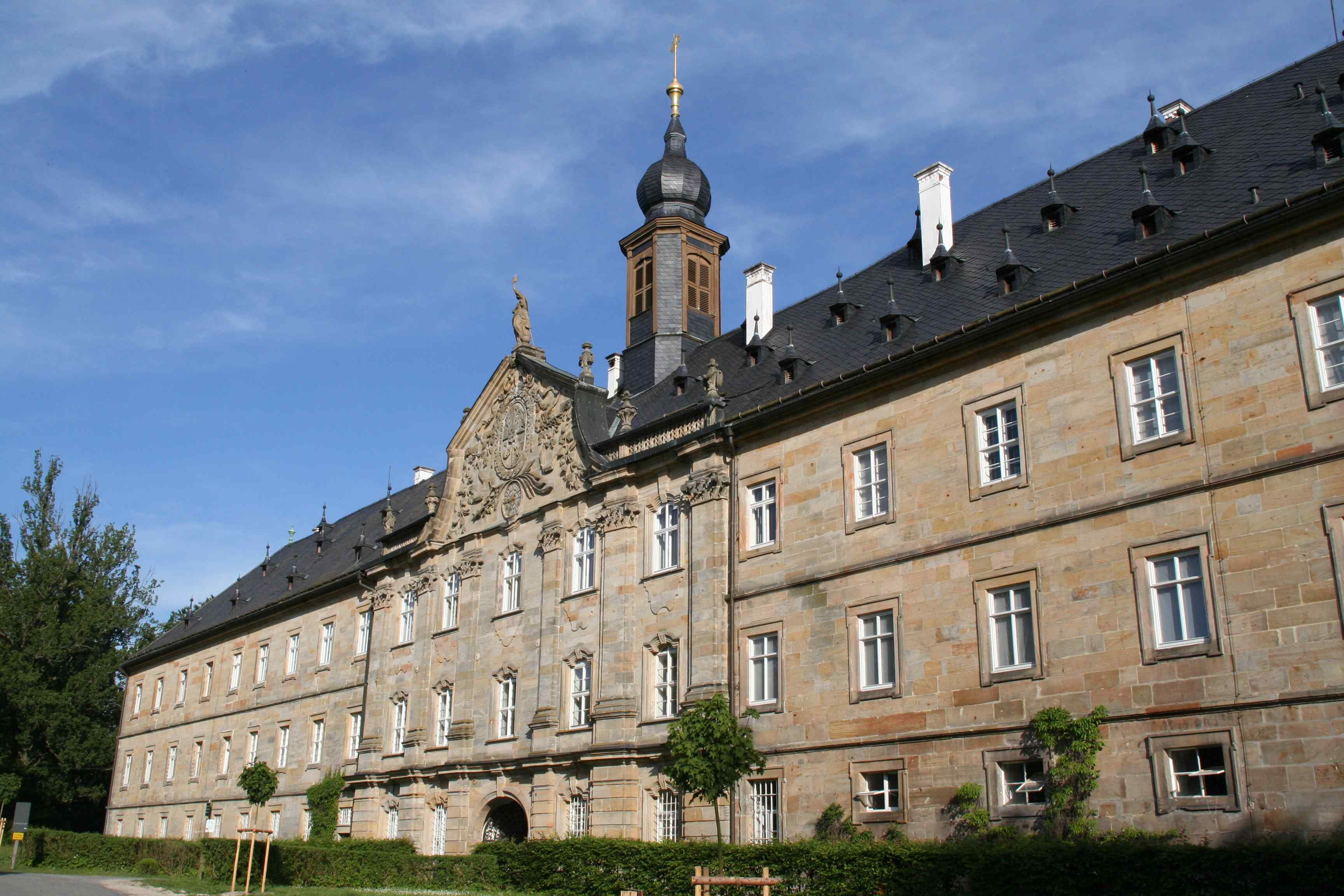
Schloss Tambach: Nord-West-Fassade

Sowohl im Bauernkrieg (1524 bis 1525) als auch im Dreißigjährigen Krieg (1618 bis 1648) wurden der Klosterhof und die Brauerei fast völlig zerstört. Das reiche Mutterkloster Langheim trug maßgeblich zum raschen Wiederaufbau bei, und am Ende des 17. Jahrhunderts begann man unter dem Abt Gallus Knauer, einem Neffen des Mauritius Knauer (* 1612; † 1664), vormals ebenfalls Abt von Langheim und der Autor des bekannten Hundertjährigen Kalenders, den ehemaligen Hof nun als mächtiges Barockschloss neu zu errichten.
Zunächst wurde der östliche, von der Straße aus linke Flügel des Schlosses 1698 fertiggestellt. Der architektonische Entwurf wird dem damals viel beschäftigten Langheimer Klosterbaumeister Leonhard Dientzenhofer zugeschrieben, was aber nicht gesichert ist. Nach einem halben Jahrhundert gänzlicher Bauruhe ließ Abt Stephan Mösinger 1746 den Pavillon rechts neben dem Einfahrtstor an der Straße errichten. Über der Tür prangt das Wappen dieses Abtes. 1777 bis 1786 wurden Mitteltrakt und Westflügel vom Abt Johann Nepomuk Pitius vollendet. Sein Wappen schmückt den nördlichen Mittelrisalitgiebel.

### Die Grafen zu Ortenburg

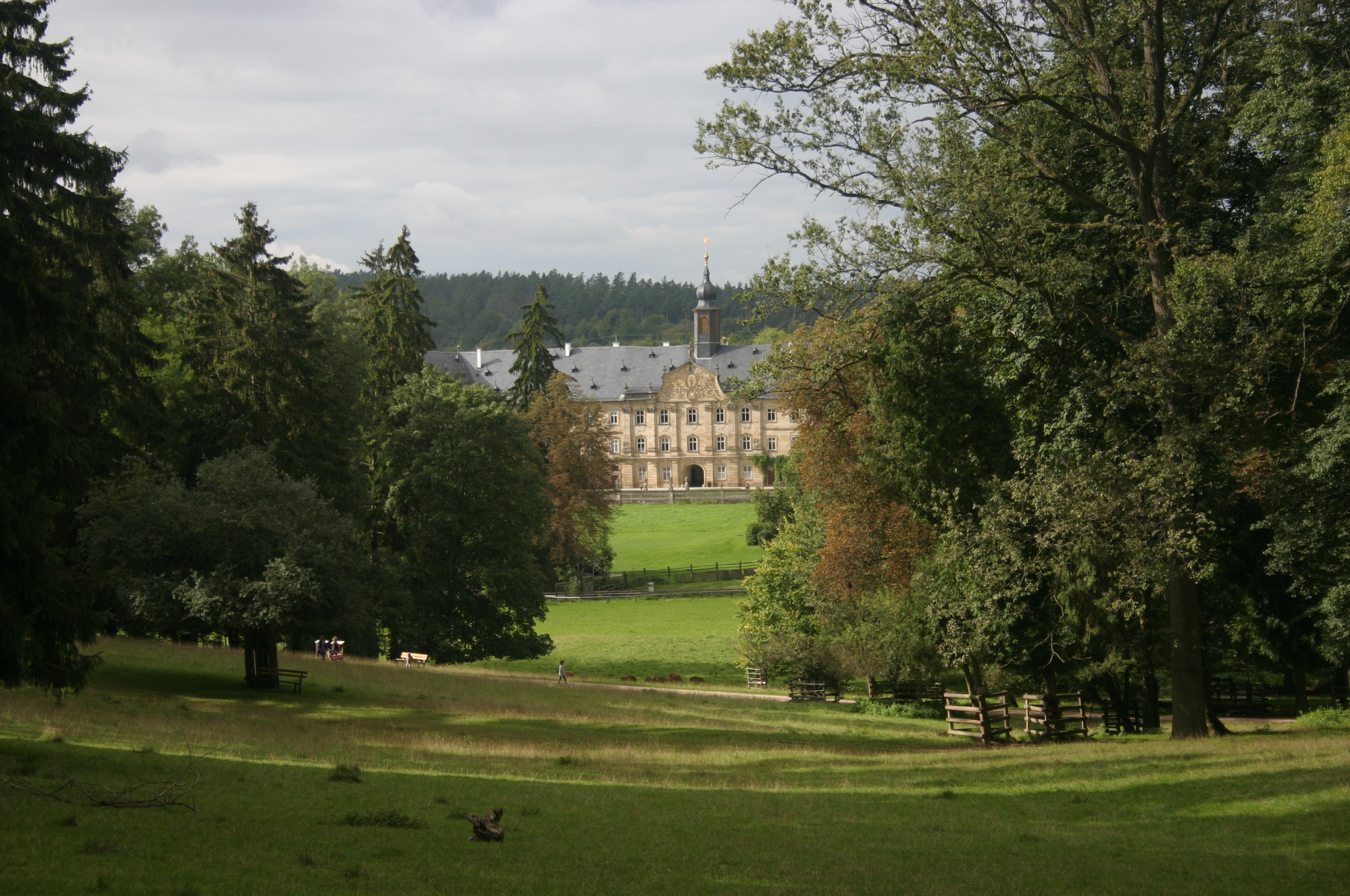
Blick vom Tierpark/früherem Landschaftsgarten auf das Schloss

Während der Säkularisation wurden das Kloster Langheim und das Klosteramt im Schloss Tambach aufgelöst. Die Wittelsbacher boten an, die Grafschaft Ortenburg (bisher eine protestantische Insel inmitten ihres Herrschaftsgebietes, welche ein permanentes Ärgernis bedeutete) gegen den ehemaligen kirchlichen Besitz in Franken einzutauschen. Mit Vertrag vom 14. August 1805 wurde die Reichsgrafschaft Ortenburg mit der neuen Grafschaft Ortenburg-Tambach getauscht. Am 20. Januar 1806 nahm Graf Joseph Carl zu Ortenburg-Tambach das neue Herrschaftsgebiet in Besitz.
Die Regierung dauerte allerdings nur wenige Monate. Schon im Oktober 1806 wurde die Grafschaft in Erfüllung des Reichsdeputationshauptschlusses mediatisiert und von Bayern wieder übernommen.
Somit wurde die Reichsgrafschaft zu einer Standesherrschaft mit einigen Sonderrechten herabgestuft. Auf Schloss Tambach lebt die Grafenfamilie bis heute.

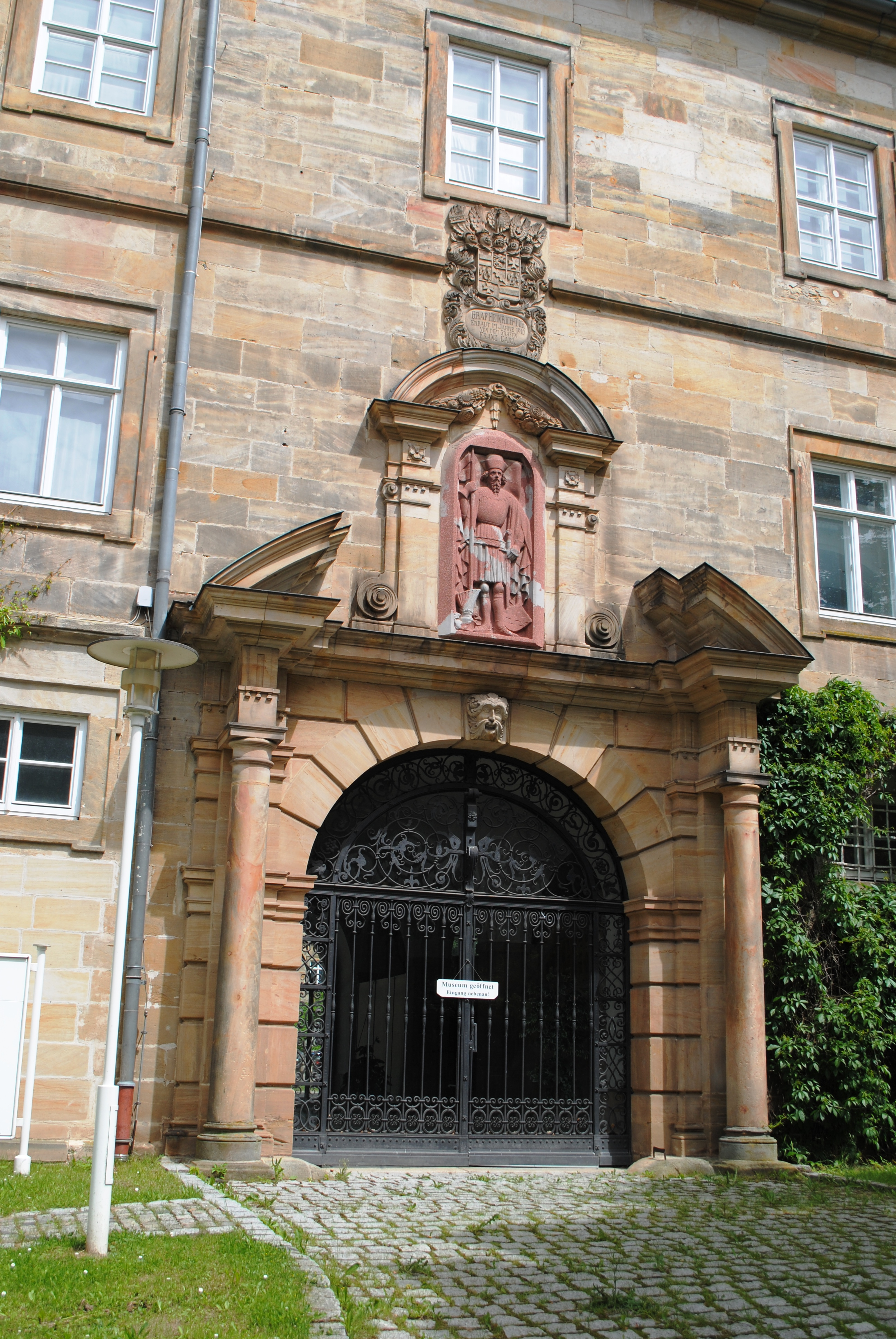
Das 1910 errichtete Heinrichstor. Aufgrund der Figurennische, welche eine Replik der Deckplatte des Hochgrabes in der Passauer Sixtuskapelle darstellt, benannt nach Graf Heinrich IV. von Ortenburg.

Dem Schlossbau, im Wesentlichen bereits durch die Langheimer abgeschlossen, fügten im 19. und 20. Jahrhundert die neuen Eigentümer noch einiges hinzu. Graf Franz Carl von Ortenburg ließ die Schlossanlage umgestalten. 1892 wurden die Außenfronten des Wirtschaftstrakts mit seinen schmalen Fenstern der Lagerräume und Stallungen dem Wohnteil angeglichen und auch im Innern bewohnbare Räume eingerichtet. Hinter dem kleinen Barockgarten auf der Hofseite entstand ein weitläufiger Landschaftsgarten im englischen Stil. 1910 wurde das westliche Heinrichstor als Gegenstück zum östlichen Tor von 1698 mit gebrochenem Giebel und einer Figurennische eingefügt. Es ist bekrönt von einer Kartusche mit Inschrifttafel und dem Ortenburger Wappen.
Während des Zweiten Weltkriegs, im April 1943, wurde ein Teil des Archivs des Reichsluftfahrtministeriums sowie das Marinearchiv von Berlin nach Schloss Tambach gebracht. Am 11. April 1945 beschlagnahmten Soldaten der Westalliierten die als Tambach-Archiv bekannt gewordene Dokumentensammlung.

## Baubeschreibung und Ausstattung
Der 1786 fertiggestellte Bau entspricht dem verbreiteten Schema der Dreiflügelanlage, jedoch in umgekehrter Ausrichtung. Während die Seitenflügel für gewöhnlich auf der Empfangsseite einen Ehrenhof umschließen, sind sie hier zur Gartenseite hin ausgerichtet. Dies erklärt sich möglicherweise daraus, dass der schlichtere Westflügel als Wirtschaftstrakt nicht zur Schauseite zeigen sollte. Straßen- wie parkseitig ist die mehr als 100 Meter lange Front des Mitteltrakts durch die Fensterreihen dreier Geschosse horizontal und durch den Mittelrisalit, der durch sechs Pilaster in fünf Achsen geteilt wird, vertikal gegliedert. Auf die drei mittleren Achsen des Risalits ist ein auf Simsbögen gestelzter Dreiecksgiebel mit Relieffüllung gesetzt. Der Dachfirst darüber trägt einen schlanken Dachreiter mit Zwiebelkuppel und laternenartigem Aufsatz mit goldenem Kreuz. 
Den Schlosshof zierten bis 1806 zwei Brunnen mit Figuren des Bamberger Bildhauers Michael Trautmann. Die Ortenburger ließen nach ihrem Einzug in das Schloss beide entfernen und durch ein ovales Wasserbecken mit Springbrunnen ersetzen. Der Brunnen mit der Figurengruppe Jesus und die Samariterin schmückt heute das malerische Zentrum des Neundorfer Hauptplatzes, während der andere, von dem nur der Obelisk übrig blieb, nach Hattersdorf gelangte und dort in der Mitte des Dorfes wieder errichtet wurde.
Von der alten Innenausstattung des Schlosses sind nur einige Stuckdecken und Fayenceöfen erhalten. Einer davon, er sieht aus wie ein Schrank, entpuppt sich bei näherem Hinsehen als vom Nebenraum beheizbarer Keramikofen. Der größte Teil des meist barocken und Rokoko–Inventars wurde von den Ortenburger Grafen aus ihrem aufgegebenen Stammschloss bei Passau mitgebracht. Neben zum Teil kostbaren Möbeln gibt es beachtliche Stücke alten Kunsthandwerks und Altmeißner Porzellan, darunter einige Kaendler-Figuren, und eine vielfigurige Serie von Tafelaufsätzen aus Sèvresporzellan, ein Geschenk Napoléon Bonapartes an die Ortenburger.

## Schlosskirche
Dem Abt des Klosters Langheim, Johann Nepomuk Pitius, verdankt Schloss Tambach den Bau der Schlosskirche in den Jahren 1777 bis 1786. Sie stellt durch ihren reinen Louis-seize-Stil eine große Seltenheit dar. Die durch zwei Geschosse des Mitteltraktes gehende Kirche ist von außen nicht als solche erkennbar und liegt dem Treppenhaus gegenüber an der östlichen Seite der Haupteinfahrt. Ihr Schöpfer war Lorenz Fink aus Würzburg, damals kaum 30 Jahre alt. Abt Pitius weihte das Gotteshaus 1786 gegen den Willen des Bamberger Fürstbischofs, fiel in Ungnade und wurde 1788 wegen Verschwendung seines Amtes enthoben.
Der an sich rechteckige Kirchenraum erhält durch einen oval angeordneten Pfeilerkranz den Eindruck eines Zentralraums mit einem Umgang im Erdgeschoss und darüber liegender Empore. Der weißgoldene Stuck, der, typisch für den Louis-seize-Stil, in den Flächen zu schweben scheint, ist eine Arbeit von Heinrich Seelmann. Die hellgrünen Füllungen schaffen einen heiteren, lichten Raum. Den Kirchenraum schmückten bis 1806 einige Plastiken des Bildhauers Michael Trautmann, der Hauptaltar trug eine Figurengruppe Maria Himmelfahrt und zwei Nebenaltäre Figuren der Heiligen Bernhard und Johann Nepomuk und die Verkündigungsgruppe mit Anbetungsengel.
Der erste in Tambach ansässige Graf, Josef Carl zu Ortenburg, ließ das Gotteshaus 1806 dem evangelischen Ritus anpassen. An Stelle des Hauptaltars wurde ein Kanzelaltar eingefügt, Trautmanns Heiligenfiguren und die Nebenaltäre wurden entfernt. Allein die von Stuckputten gehaltenen Reliefmedaillons mit Szenen aus dem Marienleben blieben erhalten. Die Mariä Himmelfahrt des Hauptaltars steht heute in der Pfarrkirche Mariä Geburt des ebenfalls zu Weitramsdorf gehörenden Ortsteils Neundorf, die Nebenaltäre kamen in die Pfarrkirche St. Sebastian in Autenhausen und in die Filialkirche St. Johannes der Täufer in Witzmannsberg.
1954 kehrte ein Teil der Familie zu Ortenburg zur katholischen Kirche zurück. Das Kirchengebäude wurde 1956 bis 1965 renoviert und wieder dem ursprünglichen Ritus angepasst. Die Kanzel wurde durch eine Madonnen-Plastik ersetzt. Diese Darstellung der Heiligen Jungfrau mit dem Kind auf dem Schoß und einer Traube in der Hand aus der Mitte des 18. Jahrhunderts stammt aus dem Tessin und erinnert durch ihren renaissancenahen Stil an italienische Vorbilder.

## Heutige Nutzung
1969 legte der damalige Schlossherr Alram Graf zu Ortenburg (1925–2007) in dem im 19. Jahrhundert geschaffenen englischen Landschaftsgarten einen 50 Hektar großen Wildpark an. Die offizielle Eröffnung des Parks erfolgte am 16. Mai 1970. Die abwechslungsreiche Anordnung großzügiger Gehege mit europäischem Hoch- und Niederwild, Fischereimöglichkeiten, Kinderspielplätzen, Reitgelegenheiten und einem Naturlehrpfad zieht seither Besucher aus der weiteren Umgebung an, besonders zur herbstlichen Hirschbrunft. Im Wildpark befindet sich der Bayerische Jagdfalkenhof.
Gegenüber dem Schloss entstand 1995 die weitläufige Anlage des Coburger Golfclubs, dessen Gründungsmitglied Alram Graf von Ortenburg war. Die Anlage mit zunächst 9 Bahnen wurde 1997 auf 18 Bahnen erweitert.
Das Schloss wird weiterhin zum Teil von der Familie zu Ortenburg, Heinrich Graf zu Ortenburg und dessen Frau bewohnt und ist im Regelfall nicht für die Öffentlichkeit zugänglich. Es beherbergt die durch jüngere Verkäufe in alle Welt dezimierte Adelsbibliothek der Grafen zu Ortenburg, aus der die Staatsbibliothek zu Berlin einige mittelhochdeutsche Handschriften über den Antiquar Jörn Günther erwarb.
Im Westflügel befand sich seit 1995 das Jagd- und Fischereimuseum Schloss Tambach, ein Zweigmuseum des Deutschen Jagd- und Fischereimuseums in München, unter anderem mit Aquarien und einer Fledermausbeobachtungsstation, das 2013 für Besucher geschlossen und 2019 aufgelöst wurde.
Im Rahmen des „Tambacher Sommers“ findet im Schlosshof eine Reihe bedeutender Konzerte statt. Jeweils am zweiten Sonntag im September, dem Tag des Offenen Denkmals, sind einige Räume des Schlosses und die Schlosskirche zu besichtigen. Am dritten Adventswochenende eines jeden Jahres findet im Schlosshof ein traditioneller Weihnachtsmarkt statt, bei dem ein Teil der privaten Räume für Besucher geöffnet ist. Ausstellungen und Konzerte zur Weihnachtszeit runden das Marktgeschehen ab.

Bildergalerie
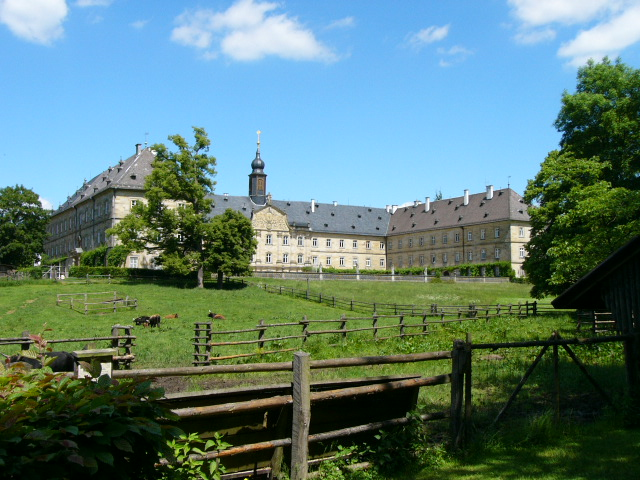
Gesamtansicht von Schloss Tambach
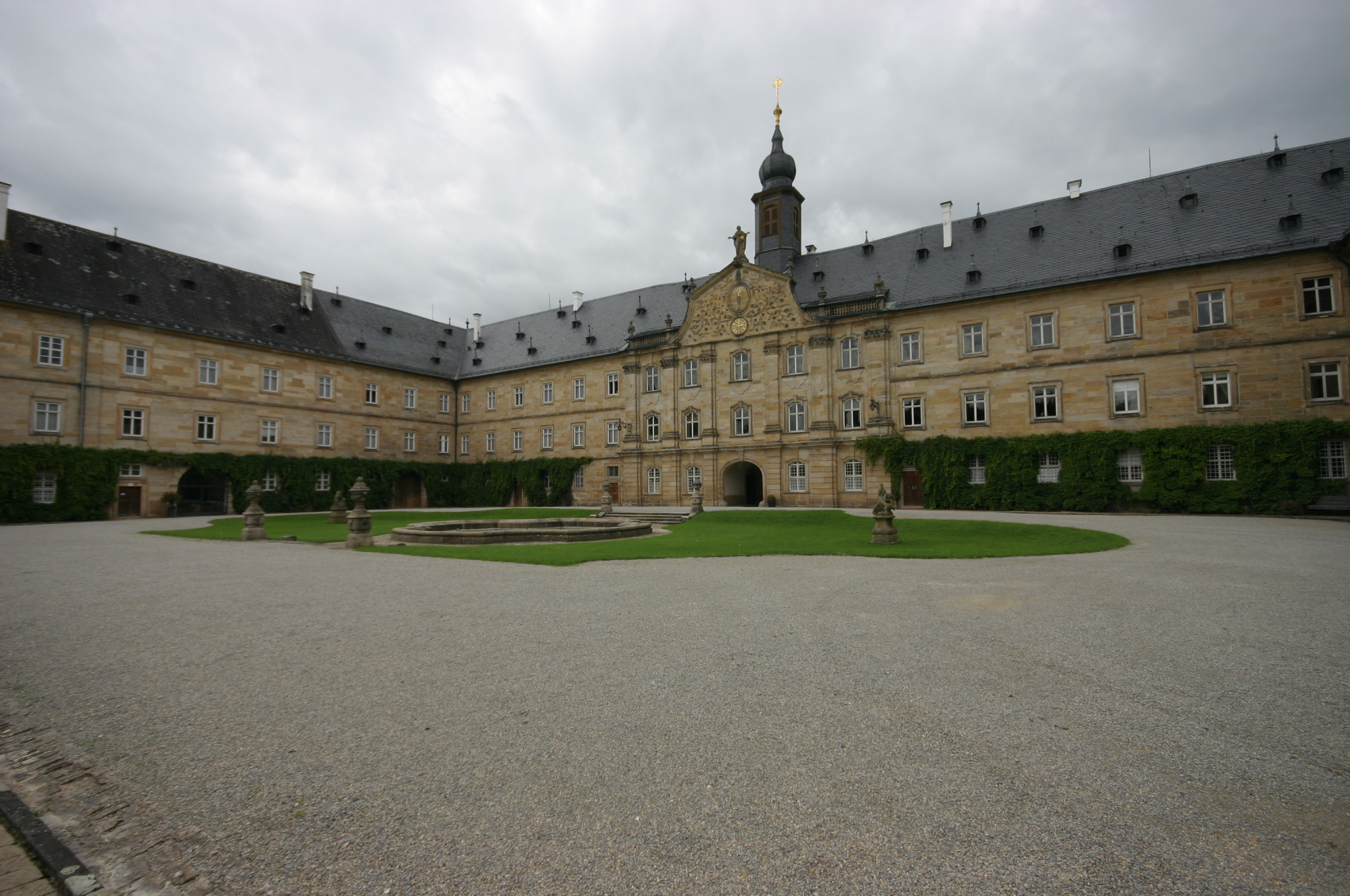
Blick auf den Ehrenhof
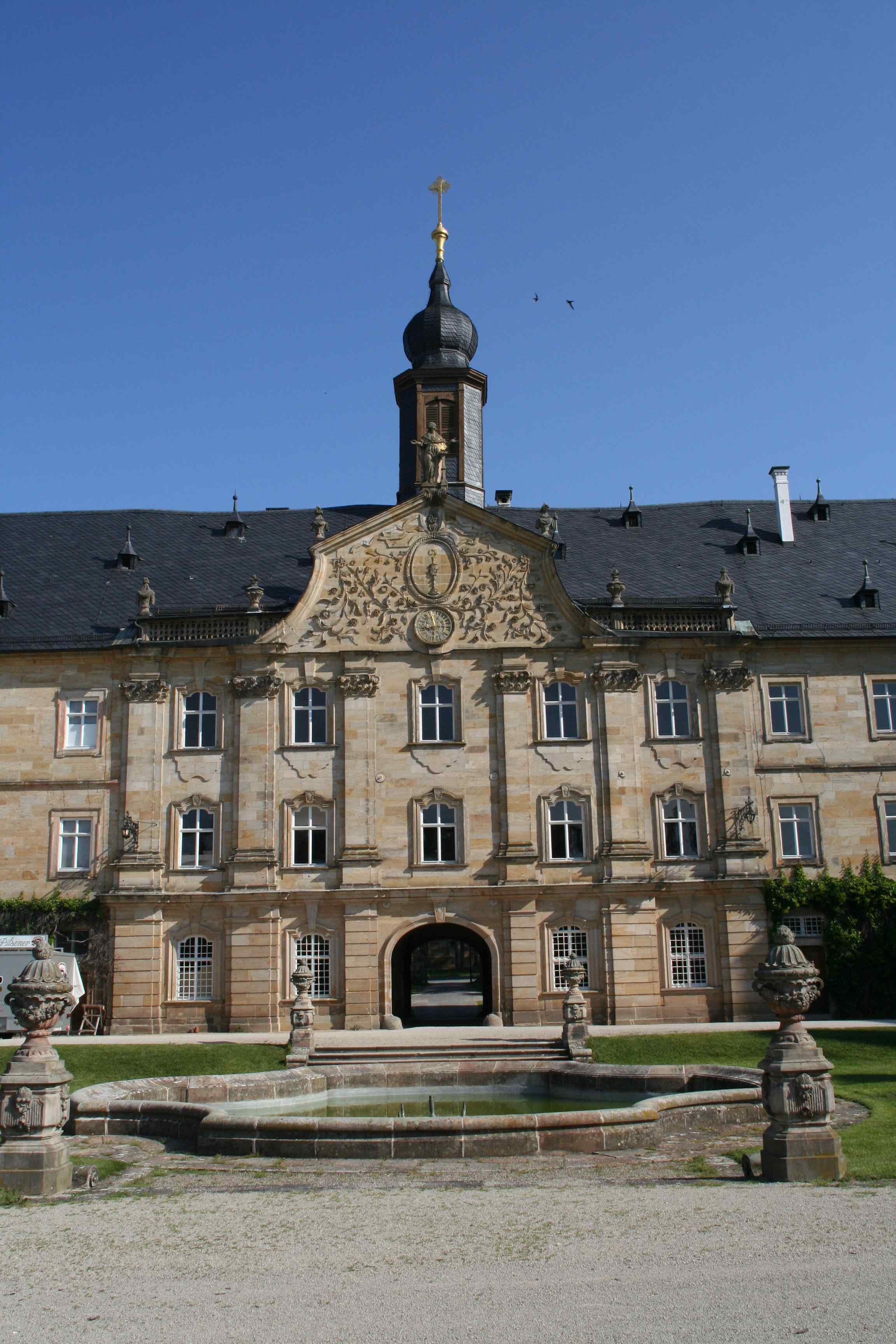
Innenhof mit Schlosskirchturm
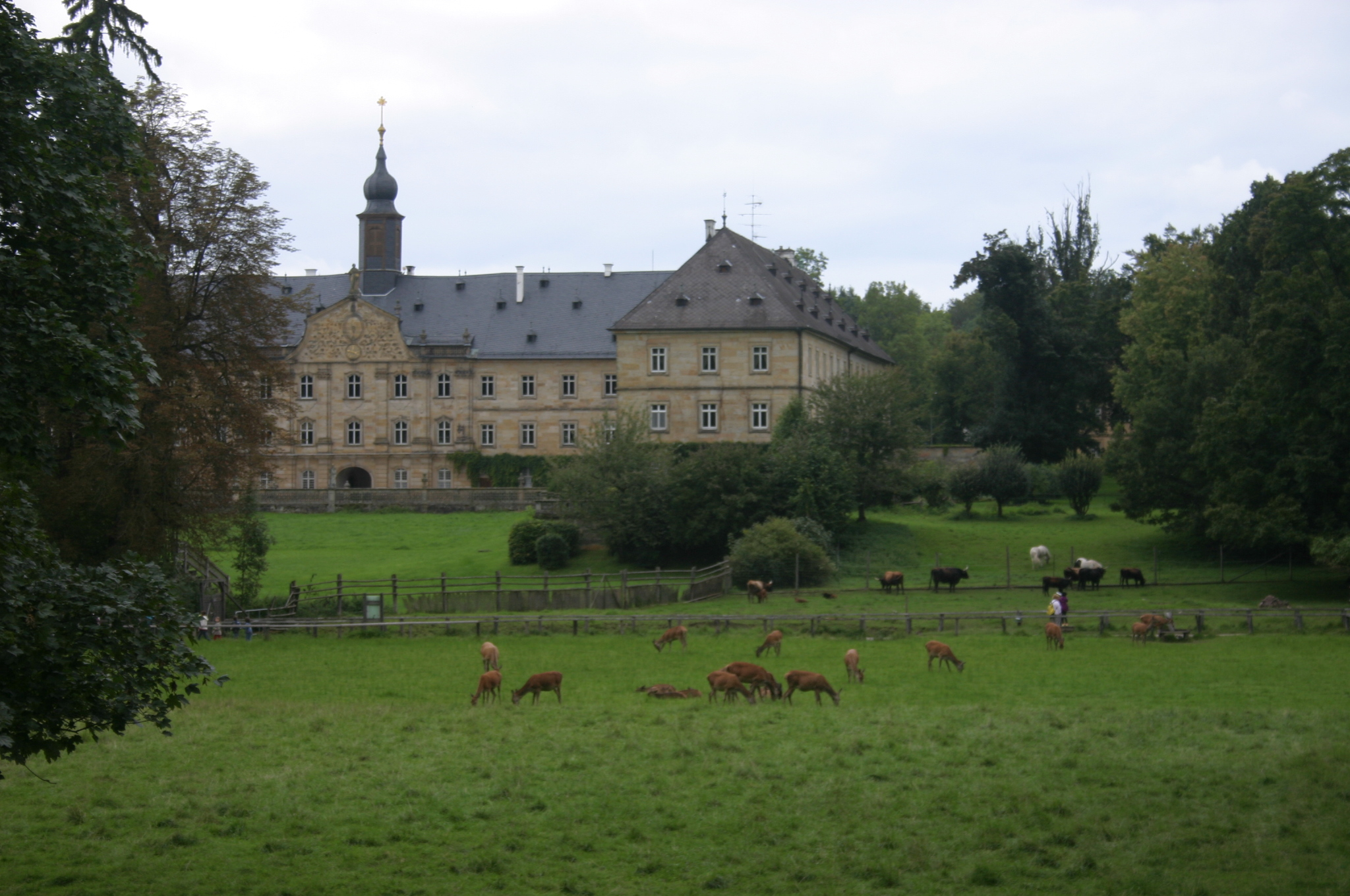
Blick vom Wildgarten auf das Schloss

## Nachweise
1. ↑  Walter Hotz: Kleine Kunstgeschichte der deutschen Schlösser. Wissenschaftliche Buchgesellschaft, Darmstadt 1970, DNB 457032464, S. 27–32 (zum Grundrisstypus allgemein).
2. ↑  Friedrich Hausmann: Die Grafen zu Ortenburg und ihre Vorfahren im Mannesstamm, die Spanheimer in Kärnten, Sachsen und Bayern, sowie deren Nebenlinien – Ein genealogischer Überblick, 1994, S. 41.
3. ↑  projekte.geschichte.uni-freiburg.de (Memento vom 8. März 2012 im Internet Archive) http://www.ub.uni-dortmund.de/Listenarchive/LIB-L/199911/19991103.html
4. ↑  Landesstelle für die nichtstaatlichen Museen in Bayern (Hrsg.): Museen in Bayern. Das Bayerische  Museumshandbuch. 5. Auflage. Deutscher Kunstverlag, Berlin/München 2010, S. 613–614 mit Abbildung.
5. ↑  Bald Schlussverkauf im Tambacher Museum?, infranken.de, 11. Dezember 2018.

Koordinaten: 50° 13′ 59″ N, 10° 51′ 56″ O